# Paul-Heinz Dittrich
Paul-Heinz Dittrich (ur. 4 grudnia 1930 w Gornsdorfie, zm. 28 grudnia 2020 w Zeuthen) – niemiecki kompozytor.

## Życiorys
W latach 1951–1956 uczył się w Hochschule für Musik w Lipsku u Fidelio F. Finkego i Günthera Ramina. W latach 1956–1958 był chórmistrzem w Weimarze. Od 1958 do 1960 roku był uczniem Rudolfa Wagnera-Régeny’ego w berlińskiej Akademie der Künste. W latach 1960–1963 dyrygował zespołem ludowym w Berlinie. Od 1960 roku wykładał harmonię i kontrapunkt w berlińskiej Hochschule für Musik. Zwolniony ze względów politycznych w 1976 roku, został przywrócony na stanowisko wykładowcy w 1991 roku. W 1991 roku powołał do życia działające w Zeuthen Brandenburgische Colloquium für Neue Musik. Pracował w IRCAM w Paryżu.
Otrzymał nagrodę Międzynarodowej Trybuny Kompozytorów UNESCO (1976), nagrodę im. Hannsa Eislera (1978) i Nagrodę Państwową NRD (1988).

## Twórczość
Początkowo interesował się serializmem, później zaczął poszukiwać nowych efektów kolorystycznych, stosując różnorodność obsad i wykorzystując elektronikę. Wpływ na jego muzykę wywarło zainteresowanie twórczością francuskich symbolistów, Celana, Beckettta i Schmidta.

## Ważniejsze kompozycje
(na podstawie materiałów źródłowych)

### Utwory orkiestrowe
- Passacaglia (1955)
- Divertimento na orkiestrę kameralną (1959)
- 9 Orchesterstücke (1960)
- Koncert na obój i orkiestrę kameralną (1973)
- Koncert wiolonczelowy (1974–1975)
- Cantus I (1975)
- Illuminations (1976)
- Concert avec plusieurs instruments: I na klawesyn i orkiestrę kameralną (1976), II na altówkę, wiolonczelę i 2 grupy orkiestrowe (1977–1978), III na flet, obój, orkiestrę i live electronics (1978–1979), IV na fortepian i orkiestrę, V na flet i 7 wiolonczel (1984), VI na obój i orkiestrę kameralną (1985), VII na obój, puzon, wiolonczelę, 2 fortepiany, 4 recytatorów, 4 perkusje i orkiestrę kameralną (1989), VIII na wiolonczelę i orkiestrę kameralną (1992)
- Etym (1981–1982)

### Utwory kameralne
- Sonata skrzypcowa (1954)
- 4 kwartety smyczkowe (1958–1959, 1982, 1987, 1991–1992)
- Sekstet na instrumenty dęte, gitarę i tam-tam (1959)
- Pentaculum na kwintet dęty (1970)
- Begegnungen na 9 instrumentów (1970)
- Kammermusik: I na flet, obój, klarnet, fagot, fortepian i taśmę (1970), II na flet, wiolonczelę, fortepian i taśmę (1973), III na kwintet dęty i baryton (1974), IV na głos, 7 instrumentów i live electronics (1977), V na kwintet dęty i live electronics (1976–1977), VI na obój, rożek angielski, puzon, altówkę, wiolonczelę, kontrabas, fortepian i perkusję (1980), VII na 5 recytatorów, kwintet dęty i klawesyn (1988), VIII na obój, wiolonczelę i fortepian (1988), IX na flet, wiolonczelę, klawesyn, recytatora i taśmę (1988), X na flet, klarnet basowy i fortepian (1989), XI na sopran, wiolonczelę i 6 instrumentów (1990), XII na flet, wiolonczelę i fortepian (1997), XIII na obój, wiolonczelę i fortepian (1997)
- Schlagzeilen na 2 fortepiany, 2 perkusje i taśmę (1971)
- Die anonyme Stimme na obój, puzon i taśmę (1972)
- Rondo à la Rossini na wiolonczelę i kontrabas (1974)
- Aktion-Reaktion na obój, taśmę i syntezator (1975)
- Voix intérieure na 2 wiolonczele (1979)
- Motette na 2 gitary i dźwięki elektroniczne (1980)
- „them” na fagot i live electronics (1982)
- Bruch-Stücke na puzon i taśmę (1988)
- Trio smyczkowe (1995)
- Pierre de Coeur na zespół kameralny (1997)

### Utwory wokalno-instrumentalne
- Memento vitae na baryton, 12 śpiewaków, 4 grupy chóralne i perkusję (1971–1973)
- Vokalblätter na sopran i 12 śpiewaków (1972–1973)
- Areae Sonantes na 3 grupy wokalne i orkiestrę (1972–1973)
- Laudatio Pads na recytatora, 4 solistów, chór i zespół wokalny (1975)
- Cantus II na sopran, wiolonczelę, orkiestrę, taśmę i live electronics (1977)
- Engfürung na 6 śpiewaków, 6 instrumentalistów, orkiestrę, live electronics i taśmę (1981)
- Memento mori na baryton, podwójny chór i perkusję (1985)
- Spiel na 3 recytatorów, 3 śpiewaków, 11 instrumentalistów i live electronics (1986–1987)
- Hymnischer Entwurf na recytatora i orkiestrę (1987)
- Menetekel na sopran, tenora, recytatora, 8 śpiewaków i 6 instrumentów (1993)
- Dies irae na solistów, chór i orkiestrę (1994–1995)
- Fahlstimmig na sopran, 3 głosy żeńskie i zespół kameralny (1995)
- Der Glücklose Engel na sopran i instrumenty (1997)

### Opera
- Zerbrochene Bilder (1998)